# Synapomorfia
Synapomorfia – termin używany w kladystyce, stosowany przy ustalaniu pokrewieństw między organizmami – cecha zaawansowana, która występuje u wszystkich przedstawicieli danej grupy filogenetycznej. Na podstawie synapomorfii definiowane są grupy monofiletyczne, będące z kolei najważniejszymi jednostkami w systematyce kladystycznej. Mimo że synapomorfia wskazuje z dużym prawdopodobieństwem na monofiletyczny charakter taksonów, pamiętać należy o tzw. fałszywych synapomorfiach. Mianem tym określa się sytuacje, gdy podobna cecha w grupach niespokrewnionych (polifiletycznych) powstaje jako wynik paralelizmu lub konwergencji.